# KG Mobility
KG Mobility (KGM), cuya razón social es KG Mobility Corporation (en coreano: 케이지모빌리티 주식회사), es un fabricante de automóviles surcoreano. Sus orígenes se remontan a Dong-A Motor, una empresa fundada en 1954. En 1988, la compañía pasó a llamarse SsangYong Motor Company tras su adquisición en 1986 por parte de SsangYong Group, un chaebol. Desde entonces, SsangYong Motor fue adquirida sucesivamente por Daewoo Motors, el fabricante chino SAIC Motor y el fabricante indio Mahindra & Mahindra. En 2022, la empresa fue adquirida por el chaebol surcoreano KG Group y adoptó su nombre actual en marzo de 2023.
La compañía se especializa principalmente en vehículos utilitarios deportivos (SUV) y crossover SUV, y actualmente está enfocando su producción hacia coches eléctricos.

## Historia
En 1998, el grupo Daewoo absorbió a SsangYong. Sin embargo, en 2000, la empresa se separó del grupo Daewoo.
A finales de 2004, el grupo chino Shanghai Automotive Industry Corporation (SAIC) compró un 51% de las acciones de SsangYong. Posteriormente, empleados de SsangYong acusaron a SAIC de copiar su tecnología y de llevar a la compañía coreana a la bancarrota.
A finales de 2009, el Tribunal del Distrito de Seúl aprobó el plan de reestructuración de SsangYong Motor Company, permitiéndole estabilizar sus operaciones y reorganizar su deuda. Esta decisión llegó once meses después de que SsangYong solicitara la tutela judicial. Con la aprobación de la Corte y el apoyo del Gobierno, SsangYong llevó a cabo planes para mejorar su estructura financiera, con el objetivo de completar el proceso antes de finales de 2010. Como resultado de este plan, SsangYong Motor Company esperaba obtener beneficios a corto plazo.
Con estas buenas perspectivas, SsangYong inició su nuevo plan de desarrollo de productos a cinco años. Durante este período, SsangYong Motor Company lanzaría un nuevo vehículo por año, acumulando así cinco nuevos modelos. Aunque continuarían desarrollando modelos en el segmento de los SUV, estos seguirían las nuevas tendencias de mercado que demandan coches compactos y ecológicos.
En febrero de 2011, la india Mahindra & Mahindra Limited adquirió el 74,65% de la participación en SsangYong, después de haber sido seleccionada en 2010 como oferente preferido para adquirir la empresa en quiebra. La adquisición por parte de Mahindra fue aprobada por la Comisión de Libre Comercio de Corea del Sur.
La compañía adoptó el nombre KG Mobility en marzo de 2023. Al renombrarse la empresa, su filial financiera, SY Auto Capital, también pasó a llamarse KG Capital. En mayo de 2023, KG Inicis del KG Group adquirió el 49% de la participación de KG Capital que pertenecía a KB Capital y el 6% de las acciones de KG Mobility, quedando esta última con un 45% y KG Inicis con un 55%.

## Gama de modelos
- SsangYong Rexton
- SsangYong Rexton Sports
- SsangYong Torres
- SsangYong Korando
- SsangYong Tivoli
- SsangYong XLV
- Ssangyong New Actyon
- SsangYong Actyon
- SsangYong Actyon Sports
- SsangYong Kyron
- SsangYong Rodius/Stavic
- SsangYong Istana
- SsangYong Musso